# Hvidevarer (tekstil)
 For alternative betydninger, se Hvidevarer. (Se også artikler, som begynder med Hvidevarer)
Hvidevarer  var tidligere en betegnelse for tekstilvarer som sengetøj, servietter og duge, som oprindeligt blev produceret i bleget hør og/eller bomuld.
Begrebet er efterhånden overtaget af hårde hvidevarer, der ofte forkortes til hvidevarer, mens boligtekstil nok er det der i dag kommer nærmest den oprindelige betydning.